# Enneapogon intermedius
Enneapogon intermedius är en gräsart som beskrevs av Nancy Tyson Burbidge. Enneapogon intermedius ingår i släktet Enneapogon och familjen gräs. Inga underarter finns listade i Catalogue of Life.